# Saint-Thonan
 Saint-Thonan  (en bretón Sant-Tonan) es una población y comuna francesa, situada en la región de Bretaña, departamento de Finisterre, en el distrito de Brest y cantón de Landerneau.

## Demografía
| 594 | 556 | 583 | 769 | 1083 | 1165 |
| Para los censos de 1962 a 1999 la población legal corresponde a la población sin duplicidades (Fuente: INSEE [Consultar]) |     |     |     |      |      |